# یرسون موسکوئرا
یرسون موسکوئرا (به انگلیسی: Yerson Mosquera) بازیکن فوتبال در پست دفاع می باشد که برای تیم ولورهمپتون واندررز بازی می کند. این بازیکن سابقه حضور در تیم ملی فوتبال زیر ۲۰ سال کلمبیا را در کارنامه خود دارد.